# 肯尼迪山
60°20′28.2″N 138°57′58.8″W / 60.341167°N 138.966333°W
肯尼迪山是加拿大的山峰，位於克魯瓦尼國家公園及保留地，由育空負責管轄，屬於聖埃利亞斯山脈的一部分，距離阿拉斯加狹地10公里。